# Мульдер, Лодевейк
Лодевейк Мульдер (нидерл. Lodewijk Mulder; 9 апреля 1822, Гаага — 14 мая 1907) — нидерландский писатель
, драматург, журналист, редактор.

## Биография
Сын чиновника. В раннем возрасте остался сиротой. Мать повторно вышла замуж за военного интенданта. Его отчим проявлял интерес к искусству и музыке и оказал большое влияние на развитие молодого Лодевейка. Дал ему хорошее образование.
Окончил в 1842 году Военную академию, стал подпоручиком пехоты. С 1850 по 1859 год работал преподавателем голландского языка, литературы и истории. Занимался журналистикой, в 1854-1858 годах редактировал журналы Nederlandsche Spectator, Nederlandsch Magazijn, и De Gids. 
Затем служил майором на армии, в 1867 году был демобилизован. В 1868—1872 годах был инспектором начального образования в провинции Утрехт. 
Автор ряда исторических романов и комедий

## Избранные произведения
- «Handleiding tot de Kennis der geschiedenis des vaderlands» (Арнгейм, 12 изд., 1881),
- «Jan Faessen»,
- «De Kiesvereeniging van Stellendijk»,
- «Een liefvers»,
- «Een gevaarlijke vriedendienst») и др.